# Hurt (film)
Hurt è un thriller horror del 2009 diretto da Barbara Stepansky.

## Trama
Helen  Coltrane si ritrova a dover affrontare la morte di suo marito Robert. Così decide con i suoi due figli adolescenti Conrad e Lenore, di trasferirsi a casa del fratello di suo marito, Darryl che vive nel deserto. Le cose cominciano a complicarsi quando arriva Sarah, una ragazza di cui Robert Coltrane si era occupato in vita. Si verrà a scoprire che la ragazza in realtà è anche lei figlia di Robert Coltrane, l'uomo infatti aveva due famiglie.
Brutti episodi vedranno coinvolti i Coltrane, vittime della furia vendicativa di Sarah.

## Produzione
Il film è stato girato ad Agua Dulce, California. le riprese sono terminate a novembre 2008. 
La distribuzione del film è stata affidata all'Inferno Films Productions e alla Circus Road Films. Il DVD è stato distribuito dal novembre 2009 .